# Il Corsaro Nero (romanzo)
Il Corsaro Nero è un romanzo d'avventura di Emilio Salgari. Fu il primo di una serie di cinque romanzi collettivamente noti col titolo I corsari delle Antille, e avente come protagonista il personaggio del Corsaro Nero (Emilio di Roccabruna, signore di Ventimiglia) o suoi parenti stretti.

## Trama
Anni 50 del Seicento: Inghilterra e Francia combattono contro la potenza degli spagnoli e inviano navi corsare in scorribanda per l'Oceano per derubare quelle nemiche e danneggiare così il commercio delle loro colonie. Già nel 1625 due navi avevano gettato l'ancora davanti all'isola di San Cristoforo, dove i corsari a bordo (bucanieri e i filibustieri) si erano stabiliti, ma una nave spagnola li aveva scalzati dal territorio e i pochi che erano riusciti a sopravvivere si erano rifugiati nell'isola della Tortuga (Tortue in francese) facendone la base di partenza per tutte le loro spedizioni. Gli abitanti di Santo Domingo (a cui appartiene la Tortuga), vedendo che il loro commercio è in pericolo, dopo un attacco riescono a sconfiggere e allontanare i corsari, che però alla fine riescono a far ritorno all'isola. Arriva intanto alla Tortuga un nobile italiano circondato dal mistero, un certo Emilio, signore di Ventimiglia, Valpenta e Roccabruna. 
Durante un assedio in Europa, nel corso della guerra fra Francia e Spagna, gli spagnoli, tagliatagli la ritirata, avevano corrotto un duca fiammingo, Wan Guld, ordinandogli di tradire i superstiti italo-francesi rifugiatisi in una rocca. Il Duca era riuscito nel suo malvagio piano e aveva ucciso il fratello maggiore di Emilio; quest'ultimo, dopo essersi salvato dalla carneficina degli Spagnoli, per vendicarsi, lo aveva inseguito nei Caraibi dove lui e i suoi due fratelli erano diventati il Corsaro Nero, Rosso e Verde.
Il romanzo ha inizio quando due filibustieri, Carmaux e Wan Stiller, vengono ripescati dalla "Folgore", la nave del Corsaro Nero, al largo della Tortuga. Una volta a bordo, i due raccontano al comandante che suo fratello, Enrico di Ventimiglia conosciuto come il Corsaro Rosso, era stato impiccato nella piazza di Maracaibo per ordine di Wan Guld, governatore della città. Emilio decide così di recarsi a Maracaibo per trafugare il cadavere del fratello e, reclutati Carmaux e Wan Stiller, affida il comando della nave a Morgan, suo luogotenente. Dopo aver catturato una guardia spagnola e guadagnato l'aiuto di Moko, un africano eremita, i filibustieri giungono a Maracaibo.A questo punto il Corsaro Nero riesce a trafugare la salma del fratello Corsaro Rosso e a reimbarcarsi sulla Folgore dove, dopo aver celebrato il funerale del fratello, giura solennemente che sterminerà Wan Guld (sopravvissuto all'assalto) e tutta la sua famiglia.
A questo punto il racconto s'interrompe e l'autore introduce una parentesi storica, citando le imprese di grandi filibustieri realmente esistiti e spiegando cosa siano la filibusteria e la bucaneria.
Ha poi inizio il racconto della spedizione per assalire Maracaibo. La caccia del Corsaro porta lui, Carmaux, Wan Stiller, Moko e il soldato che avevano catturato poco tempo prima, promosso a guida del drappello, nella foresta vergine, dove il gruppo incontrerà coguari e puzzole, sabbie mobili e una tribù antropofaga di Arawak. Giunti quasi alla meta, il soldato e Moko si fermano, mentre i tre filibustieri proseguono la caccia. Seguirà uno scontro con le forze di Wan Guld e l'assalto a Gibraltar. 
Sulla strada del ritorno per la Tortuga, i filibustieri assaltano una nave spagnola che trasporta una bionda fanciulla che si fa chiamare Honorata Willerman, duchessa di Weltrendrem, di cui il Corsaro Nero si innamora, ricambiato. Dopo essersi imbattuta in un terribile uragano nei pressi delle Antille, la nave giunge finalmente alla Tortuga. Qui, il Corsaro scopre che Honorata è in realtà la figlia di Wan Guld e, combattuto tra onore e amore, farà imbarcare la giovane su una scialuppa e l'abbandonerà in mare con enorme dolore: il romanzo si conclude quindi con Carmaux che mormora al suo amico Wan Stiller: «Guarda lassù! Il Corsaro Nero piange».

## Seguito
Le vicende successive sono narrate nel successivo romanzo salgariano, La regina dei Caraibi, che è anche l'antefatto di Jolanda, la figlia del Corsaro Nero.

## Filmografia
Film tratti dal romanzo salgariano:
- Il corsaro nero di Vitale De Stefano (1921)
- Il corsaro nero di Amleto Palermi (1937)
- Il Corsaro Nero (El Corsario Negro) di Chano Urueta (1944) – film messicano distribuito in Italia nel 1951
- Il Corsaro Nero di Sergio Sollima (1976)

## Edizioni
- Emilio Salgari, Il Corsaro Nero, Antonio Vallardi Editore, 1971,  p. 387.
- Emilio Salgari, Il Corsaro Nero, collana Einaudi tascabili, Einaudi, 2000,  pp. 373, cap. 36, ISBN 88-06-15545-8.
- Emilio Salgari, Il Corsaro Nero, Salgariana, Ugo Mursia, ISBN 978-88-425-2292-8.